# Samuel Shaw Dornan
Samuel Shaw Dornan (* 1871 in Carr, County Down, Nordirland; † 27. Juli 1941) war ein irischer Anthropologe, Theologe und Missionar. 
Er arbeitete in Basutoland (heute Lesotho) für die Pariser evangelische Mission und in Rhodesien für die „Native Presbyterian Mission“. In Transvaal war er später Superintendent der „Native Missions of the Presbyterian Church“.
Er beherrschte die Sprachen Setswana und Sesotho, in denen er predigte.
Sein Hauptwerk ist sein Buch über die San (in der Kolonialliteratur auch „Buschmänner“) und andere Volksgruppen der Kalahari (Pygmies and Bushmen of the Kalahari), in dem er Informationen aus erster Hand über die Bewohner des Gebietes des heutigen Botswana verarbeitete.
Er war Mitglied des Royal Anthropological Institute und der American Geographical Society.

## Werke
- Pygmies and Bushmen of the Kalahari; An Account of the Hunting Tribes Inhabiting the Great Arid Plateau of the Kalahari Desert, Their Precarious Manner of Living, Their Habits, Customs & Beliefs, with Some Reference to Bushman Art, Both Early & of Recent Date, & to the neighbouring African tribes. With 37 illustrations & a map. London, Seeley Service & co. limited, 1925. (Second Edition: Cape Town 1975; ISBN 0869770551; mit einer Einführung von Ione Rudner)
- Notes on the Bushman of Basutoland. Transactions of the South African Philosophical Society. 16, 1907, pages 437–450. Cape Town
- The Basuto : their traditional history and folklore. Grahamstown, South Africa: Printed at „The Journal“ Oil Motor Printing Factory, 1908.
- Divination and Divining Bones. South African Journal of Science 20 (1923), pp. 506–611;
- The heavenly bodies in South African mythology. South African journal of science. 18 (3–4), 1922, pages 430–437. Johannesburg
- Moon lore amongst the Bantu. Salisbury: NADA, 1927.